# Comté de Carter (Missouri)
Pour les articles homonymes, voir Comté de Carter.
Le comté de Carter (Carter County) est un comté du Missouri aux États-Unis. Le siège du comté se situe à Van Buren. Le comté fut créé en 1859 et nommé en hommage au colon Zimri A. Carter.  Au recensement de 2000, la population était constituée de 5.941 individus. 

## Géographie
Selon le bureau du recensement des États-Unis, le comté totalise une surface 1.318 km² dont 4 km² d’eau. 

### Comtés voisins
- Comté de Reynolds  (nord)
- Comté de Wayne (Missouri)  (nord-est)
- Comté de Butler (Missouri)  (sud-est)
- Comté de Ripley (Missouri)  (sud)
- Comté d'Oregon (Missouri)  (sud-ouest)
- Comté de Shannon (Missouri)  (ouest)

### Routes principales
- U.S. Route 60
- Missouri Route 21

## Démographie
Selon le recensement de 2000, sur les 5 941 habitants, on retrouvait 2 378 ménages et 1 674 familles dans le comté. La densité de population était de 5 habitants par km² et la densité d’habitations (3 028 au total)  était de 2 habitations par km². La population était composée de 96,60 % de blancs, de 0,08 %  d’afro-américains, de 1,35 % d’amérindiens et de 0,10 % d’asiatiques.
30,80 % des ménages avaient des enfants de moins de 18 ans, 57,4 % étaient des couples mariés. 25,1 % de la population avait moins de 18 ans, 8,0 % entre 18 et 24 ans, 25,9 % entre 25 et 44 ans, 25,0 % entre 45 et 64 ans et 15,9 % au-dessus de 65 ans. L’âge moyen était de 39 ans. La proportion de femmes était de 100 pour 96,5 hommes.
Le revenu moyen d’un ménage était de 22.863 dollars.

## Villes et cités
| - Ellsinore - Fremont - Hunter | - Grandin - Van Buren |